# Der Vorname (2012)
Der Vorname (Originaltitel: Le Prénom) ist ein französischer Spielfilm aus dem Jahr 2012. Es handelt sich um eine Kinoadaption des gleichnamigen Stücks von Alexandre de La Patellière und Matthieu Delaporte, das 2010 in einer Inszenierung von Bernard Murat am Théâtre Edouard VII in Paris uraufgeführt wurde. Die Besetzung des Films ist mit der Originalbesetzung des Stücks identisch. Premiere in Deutschland war am 2. August 2012. Gedreht wurde in Paris.

## Handlung
Der Immobilienmakler Vincent wird von seiner Schwester Elisabeth (genannt Babou) und ihrem Mann Pierre zum Abendessen eingeladen. Sie ist Lehrerin, er Professor für Literatur; ihre Kinder heißen Apollon und Mélodie (im französischen Original Apollin und Myrtille). Ebenfalls eingeladen ist Claude, Posaunist beim Orchestre Philharmonique de Radio France und seit Kindertagen bester Freund von Babou. Der Abend verläuft gesellig, bis Vincent behauptet, dass das Kind, das seine Frau Anna und er erwarten, nach dem romantischen Helden des gleichnamigen Romans von Benjamin Constant Adolphe heißen soll. Der Name stößt in der Gruppe, die ausschließlich die Verbindung zu Adolf Hitler sieht, auf Ablehnung, und es kommt zu heftigem Streit.
Die Streitigkeiten flauen ab; doch als Anna hinzukommt, entflammt der Streit aufgrund eines Missverständnisses erneut: Da das Kind, anders als Vincent behauptet hat, in Wirklichkeit nach dem Vater von Vincent und Babou und dem Ziehvater von Claude benannt werden und Henri heißen soll, verteidigt Anna den gewählten Namen und kann die Reaktionen der Gruppe nicht verstehen. Schließlich kontert sie, dass sie jemanden, der seine Kinder Apollon und Myrtille nennt, nicht ernst nehmen kann. Obwohl Vincent seine Äußerung nun endlich als Witz enttarnt, eskaliert die Situation. Pierre wirft seinem Schwager Vincent, den er ebenfalls seit Kindheitstagen kennt, vor, er sei ein Egomane. Das erklärt er unter anderem damit, dass er selbst als Kind einen Hund ertränkt und Vincent die Schuld auf sich genommen habe, nur um im Mittelpunkt zu stehen. Daraufhin wirft Vincent Pierre vor, ein Geizhals zu sein, was dieser bestreitet.
Claude, dem Vincents Namensscherz schon vorher bekannt gewesen ist, hält sich in dieser Diskussion zurück. Er möchte jedoch auch wissen, welchen Spitznamen er von der Gruppe bekommen hat. Die Antwort lautet „Pflaume“ (Reine-Claude) und ist eine Anspielung darauf, dass die Anwesenden ihm Homosexualität unterstellen, weil Claude unverheiratet ist und nie eine Freundin hatte. Claude reagiert gekränkt und sprachlos. Mit seinen Blicken sucht er Anna, die ihn auffordert, das Unvermeidliche auszusprechen. Daraufhin denkt die Gruppe, Claude und Anna hätten eine Affäre, was sich als Trugschluss herausstellt. Stattdessen hat Claude seit fünf Jahren eine Liebesbeziehung mit Françoise, der Mutter von Vincent und Babou. Vincent stürzt sich auf Claude, unter dessen Gewicht der Wohnzimmertisch zusammenbricht; Claude verletzt sich bei dem Sturz.
Babou fühlt sich betrogen, da sie Claude immer alles erzählt hat – auch ihre Probleme mit ihrem Mann Pierre. Dieser ist sich der Probleme nicht bewusst und wird mit dem Alltag seiner Frau konfrontiert, die sich, statt sich um ihre Promotion zu kümmern, der Erziehung der beiden Kinder und dem Komfort ihres Ehemanns widmet.
Der Film endet mit einer versöhnten Gruppe und der Geburt des Kindes, das entgegen ärztlicher Prognosen ein Mädchen ist, das sie nach Vincents Mutter Françoise nennen.

## Auszeichnungen
Für ihre Nebenrollen gewannen Valérie Benguigui und Guillaume De Tonquédec 2013 jeweils den französischen Filmpreis César.

## Neuverfilmung
2018 erschien eine deutsche Neuverfilmung von Sönke Wortmann mit Christoph Maria Herbst und Florian David Fitz.